# Eunotoperla kershawi
Genre
Espèce
Eunotoperla kershawi est une espèce d'insectes plécoptères de la famille des Gripopterygidae, la seule du genre Eunotoperla.

## Distribution
Cette espèce est endémique du Victoria en Australie.

## Étymologie
Cette espèce est nommée en l'honneur de James Andrew Kershaw.

## Publication originale
- Tillyard, R. J. 1924 : New genera and species of Australian stone-flies (Order Perlaria). Transactions of the Royal Society of South Australia, vol. 48, p. 192-195 (texte intégral).